# Gässlösa naturreservat
Gässlösa är ett naturreservat i Rolfstorps socken i Varbergs kommun i Halland. Närmaste tätort är Rolfstorp. Reservatet har en yta på 34,5 hektar. Det inrättades 1977.

## Beskrivning
Gässlösa består av bokskog. Inom reservatet ligger Böstesberget. På berget finns även ek. Från dess topp kan man vid klart väder se Kattegatt, 17 kilometer bort. Stenån rinner genom området i en djup ravin. Inom reservatet finns på våren, innan träden fullt slagit ut, arter som vitsippa, harsyra och ekorrbär. På sommaren, när trädkronorna stänger ute mycket av ljuset, finns i stället mindre ljuskrävande arter, som olika ormbunkar. Nära Stenån finns lundstjärnblomma. Dessutom finns många arter av mossor och lavar, såsom blemlav, jaguarfläck och mussellav.
Även djurlivet är rikt. Älg och rådjur söker sig ibland till ån för att dricka. Bland mindre däggdjur inom reservatet kan nämnas grävling, mink och hermelin. Vid enstaka tillfällen har hasselmus iakttagits. Det har finns också räv inom området, även om populationen minskat på grund av rävskabb. Bland fågelarter kan nämnas svartvit flugsnappare, nötväcka, talgoxe, entita, blåmes, gröngöling, spillkråka och större hackspett. I Stenån finns havsöring och bäcköring. Talrika insektsarter är jordlöpare och tordyvel.

## Kvarnar
Genom historien har det funnits flera kvarnar vid Stenån. Flera mindre kvarnar ersattes av en större 1844. Ruinerna av denna finns kvar. Den användes för att utvinna linolja, men även för att mala säd. Kvarnen togs dock ur bruk efter två år, på grund av det dåliga fallet. Den ersattes av en ny, Hovgårds kvarn, ett stycke västerut. Även denna låg inom det som idag är naturreservat. Genom att dämma upp Stenån och leda vattnet genom en grävd kanal och en trätub åstadkom man en fallhöjd på 31,9 meter, en av de högsta i södra Sverige. Kvarnen var i drift fram till 1990-talet.
Fördämningen vid Hovgårds kvarn hindrade lax och öring från att leka. Fallrätten vid Hovgård löstes in av länsstyrelsen 2005. Dammen revs 2006, och den gamla fåran återställdes. På hösten kunde man konstatera att laxen återigen lekt på ursprungliga områden, där detta inte varit möjligt på flera hundra år på grund av dammarna.